# Одре Тоту
Одре Тоту (фр. Audrey Tautou; Бомон, 9. август 1976) је француска глумица. Постала је позната после улоге у филму „Чудесна судбина Амелије Пулен“ (или „Амели“). Поред ове, најзначајније улоге су јој у филмовима Коко пре Шанел и Да Винчијев код.

## Биографија
Тотуова је рођена у француском граду Бомону, Пиј де Дом, а одрасла у оближњем Монлусону. Најстарија од четворо деце, има брата и две сестре. На студије у Париз одлази после завршене средње школе, где је упоредо студирала модерну књижевност и глуму на престижној школи Кур Флоран. Глуми у неколико краткометражних и целовечерњих студентских и TВ филмова и серија.
Године 1998. учествовала је у такмичењу „У потрази за звездом“, где је освојила награду за најбољу младу глумицу на 9. Безировом фестивалу младих комичара. Тони Маршал јој је дала прву запажену улогу у филму „Институт Венерине лепоте“. Године 2000. освојила је Цезара и награду Сузан Бјанкети, као најперспективнија француска млада глумица.
Године 2001. постаје и међународно позната после улоге у романтичној комедији „Чудесна судбина Амелије Пулен“.
Године 2005. снима са Томом Хенксом „Да Винчијев код“, свој први холивудски филм. Филм је режирао Рон Хауард. Премијера филма била је на фестивалу у Кану 2006, а постпремијера у београдском Центру „Сава“.
Године 2013. је била водитељка-домаћица 66. Канског филмског фестивала.

## Филмографија
- Кинеска Слагалица (Casse-tête chinois) (2013)
- Пена Дана (L'écume des jours) (2013)
- Тереза Дескејру (Thérèse Desqueyroux) (2012)
- (2011)
- Деликатес (La délicatesse) (2011)
- Истините Лажи (Beautiful Lies) (2010)
- Коко пре Шанел (Coco before Chanel) (2009)
- (2007)
- Непроцењиво (Hors de Prix) (2006)
- Да Винчијев код (The Da Vinci Code) (2006)
- (2005)
- Веридба је дуго трајала (A Very Long Engagement) (2004)
- Хепи енд (Nowhere to Go But Up) (2003)
- (2003)
- Изгубљени морнари (Les marins perdus) (2003)
- Слатке покварене ствари (Dirty Pretty Things) (2002)
- Шпански апартман (L'Auberge Espagnol) (2002)
- Воли ме, не воли ме (À la folie... pas du tout) (2002)
- Бог је велики, а ја тако мала (Dieu est grand, je suis toute petite) (2001)
- Чудесна судбина Амелије Пулен (Amelie) (2001)
- (2000)
- (2000)
- (2000)
- (1999)
- Институт Венерине лепоте (Venus Beauty) (1999)